# سفارة بنما في المملكة المتحدة
سفارة بنما في المملكة المتحدة هي أرفع تمثيل دبلوماسي لدولة بنما لدى المملكة المتحدة. تقع السفارة في مي فير وهي تهدف لتعزيز المصالح البنمية في المملكة المتحدة.

## وصلات خارجية
- قائمة سفارات بنما
- قائمة السفارات في المملكة المتحدة